# Trebesing
Trebesing es un municipio situado en el distrito de Spittal an der Drau, en el estado de Carintia, Austria. Tiene una población estimada, a inicios de 2023, de 1162 habitantes.
Está ubicado al noroeste del estado, sobre el Hohe Tauern —una cordillera en la zona central de los Alpes—, cerca de la frontera con los estados de Tirol y Salzburgo.